# 沂源人
沂源人（學名：Homo erectus Yiyuanensis）是中国的直立人化石。通常称作沂源猿人，学名直立人沂源亚种。生活的时代是更新世中期，距今约40-50万年前。

## 发现经过
- 1965年，在山东省沂源县土门镇黄崖村北的千人洞发现了属旧石器晚期（经鉴定为距今2-3万年）的古人类遗迹，包括部分打制石器和伴生动物化石，还发现了烧土和灰烬的痕迹。在当时，这是山东最早的一处古人类遗迹。
- 1981年8月，在山东省第二次文物普查中，沂源县组成了文物普查小组，成员是县图书馆的4位工作人员，图书馆副馆长张文明任组长，重点调查古人类遗存。
- 1981年9月18日，小组成员在土门镇骑子鞍山下公路附近的一个山洞里发现了疑似古猿人头盖骨化石和其他伴生动物化石。化石辗转送到北京，经过北京大学文博学院教授、旧石器考古专家吕遵谔鉴定，依据化石上所呈现出的“人字缝”、石化程度和伴生动物化石判断，极有可能是古猿人的头盖骨化石。
- 1981年10月27日，吕遵谔在清理零碎骨头化石时，又发现了两块古猿人额骨化石残片和几颗齿化石。
- 1982年5月，山东省文化局和北京大学考古系旧石器时代考古教研室组成的联合考古队进驻沂源县土门镇骑子鞍山。在此后的一个多月的考古挖掘中，共发现一块古猿人头盖骨化石残片，2块古猿人额骨眶上部化石残块，外加6颗古猿人齿化石，1块古猿人肱骨化石残块和1块古猿人肋肌化石残块。同时还发现了大量不同种类的伴生动物化石，包括棕熊、三门马、李氏野猪和肿骨鹿，动物化石包括齿、颌骨和肢骨残块。[2]

## 年代鉴定
北京大学文博学院教授、旧石器考古专家吕遵谔确定，由于伴生动物肿骨鹿已在20万年前灭绝，所以这批人类骨骼化石年代至少应在20万年以前。再根据其他伴生动物化石并且参照北京猿人化石的年代，最后吕遵谔断言：“沂源猿人是比北京猿人稍晚一点，即四五十万年以前的直立人。可以肯定地说，沂源猿人是在山东发现的最早的古人类，也可以说是最早的山东人。”

## 意义
至今为止，沂源猿人化石是在山东发现的年代最早的古人类化石，也是整个黄河中下游平原最早的古人类化石。在全中国，按古人类化石年代排序，属第五位；以其地理分布来说，属第九个地区。